# Microjaera morii
Microjaera morii är en kräftdjursart som beskrevs av Michitaka Shimomura 2005. Microjaera morii ingår i släktet Microjaera och familjen Janiridae. Inga underarter finns listade i Catalogue of Life.